# Suffering
Suffering – debiutancki album studyjny Don Carlosa, jamajskiego wykonawcy muzyki roots reggae.
Płyta została wydana w roku 1981 przez londyńską wytwórnię Negus Roots Records. Nagrania zarejestrowane zostały w słynnym studiu Tuff Gong w Kingston. Ich produkcją zajął się Robert "Flacko" Palmer. Don Carlosowi akompaniowali muzycy sesyjni z zespołu We The People Band. Album doczekał się dwóch reedycji pod zmienioną nazwą Prophecy, wydanych przez label Magnum Records: najpierw na płycie winylowej w roku 1985, a następnie także w postaci płyty CD w roku 1995.

## Lista utworów

### Strona A
1. "Gimme Gimme Your Love"
2. "Crucial Situation"
3. "Working Everyday"

### Strona B
1. "Live In Harmony"
2. "Prophecy"
3. "Jah Hear My Plea"

Wszystkie utwory w wersji "extended" (poszerzone o dub)

## Muzycy
- Julian "Junior" Marvin - gitara
- Winston "Bo-Peep" Bowen - gitara rytmiczna
- Lloyd Parks - gitara basowa
- Everton Carrington - perkusja
- Leroy "Horsemouth" Wallace - perkusja
- Franklyn "Bubbler" Waul - fortepian
- Winston Wright - fortepian, organy
- Earl "Wire" Lindo - organy
- Felix "Deadly Headley" Bennett - saksofon
- David Madden - trąbka
- Young Pablo - chórki
- Alric "Goldielocks" Lansfield - chórki